# غاسبرا
غاسبرا (بالروسية: Гаспра) هي بلدة من النمط المدني تبعد عن مدينة يالطا 12 كيلومتر، على الساحل الجنوبي لشبه جزيرة القرم.
يبلغ عدد سكانها حوالي 10744 نسمة، حسب تعداد عام 2016.

## المناخ
يظهر الجدول التالي التغييرات المناخية على مدار السنة لغاسبرا:
| البيانات المناخية لـغاسبرا | البيانات المناخية لـغاسبرا | البيانات المناخية لـغاسبرا | البيانات المناخية لـغاسبرا | البيانات المناخية لـغاسبرا | البيانات المناخية لـغاسبرا | البيانات المناخية لـغاسبرا | البيانات المناخية لـغاسبرا | البيانات المناخية لـغاسبرا | البيانات المناخية لـغاسبرا | البيانات المناخية لـغاسبرا | البيانات المناخية لـغاسبرا | البيانات المناخية لـغاسبرا | البيانات المناخية لـغاسبرا |
| الشهر                      | يناير                      | فبراير                     | مارس                       | أبريل                      | مايو                       | يونيو                      | يوليو                      | أغسطس                      | سبتمبر                     | أكتوبر                     | نوفمبر                     | ديسمبر                     | المعدل السنوي              |
| -------------------------- | -------------------------- | -------------------------- | -------------------------- | -------------------------- | -------------------------- | -------------------------- | -------------------------- | -------------------------- | -------------------------- | -------------------------- | -------------------------- | -------------------------- | -------------------------- |
| المتوسط اليومي °م (°ف)     | 1.0 (33.8)                 | 1.6 (34.9)                 | 4.0 (39.2)                 | 9.8 (49.6)                 | 14.8 (58.6)                | 18.9 (66.0)                | 21.4 (70.5)                | 20.9 (69.6)                | 16.7 (62.1)                | 11.8 (53.2)                | 7.5 (45.5)                 | 3.7 (38.7)                 | 11.0 (51.8)                |
| الهطول مم (إنش)            | 67 (2.6)                   | 50 (2.0)                   | 43 (1.7)                   | 36 (1.4)                   | 41 (1.6)                   | 53 (2.1)                   | 44 (1.7)                   | 43 (1.7)                   | 40 (1.6)                   | 40 (1.6)                   | 53 (2.1)                   | 77 (3.0)                   | 587 (23.1)                 |
| المصدر: Climate-Data.org   |                            |                            |                            |                            |                            |                            |                            |                            |                            |                            |                            |                            |                            |